# Панатта, Адриано
Адриано Панатта (итал. Adriano Panatta; род. 9 июля 1950, Рим) — итальянский профессиональный теннисист, гонщик, тренер и политик.
- Бывшая четвёртая ракетка мира
- Победитель Открытого чемпионата Франции 1976 года в одиночном разряде
- Обладатель Кубка Дэвиса 1976 года в составе сборной Италии
- В водно-моторном спорте — чемпион мира 2004 года в классе Р1 Evolution

## Общая информация
Адриано Панатта родился в 1950 году в семье служащего теннисного клуба Париоли Асченцио Панатты. Младший брат Адриано, Клаудио Панатта, также стал успешным теннисистом и выступал в рядах сборной Италии в Кубке Дэвиса.
После романов с актрисой Митой Медичи и певицей Лореданой Берте Адриано 15 апреля 1975 года женился на Росарии Лукони. У них трое детей — сыновья Никколо, родившийся в год свадьбы, и Алессандро (1979) и дочь Рубина (1980).
С 1997 по 2001 год Панатта был членом городского совета Рима, а в 2008 году стал членом провинциального департамента спорта. В том же году он повторно баллотировался в городской совет от Демократической партии, но проиграл выборы.

## Спортивная карьера

### Карьера в теннисе
В 14 лет Адриано Панатта познакомился с лидером итальянского тенниса тех лет Николой Пьетранджели, с лёгкой руки которого к нему приклеилось прозвище «Асченциетто» (маленький Асченцио) — в честь отца, с которым Пьетранджелли был также знаком. Спустя пять лет Адриано, только начинавший свой путь в международном теннисе, победил Николу в финале национального чемпионата Италии. В 19 лет Панатта вышел в Реджо-ди-Калабрия в свой первый финал международного теннисного турнира. Через год он уже выступал в составе сборной Италии в Кубке Дэвиса и в первом же матче со сборной Чехословакии принёс команде два очка в одиночном и парном разрядах, уступив лишь в решающей пятой встрече чехословацкому лидеру Яну Кодешу. В 1972 году Панатта пробился в финал престижного Открытого чемпионата Германии в Гамбурге, обыграв в полуфинале Кодеша, но в итоге уступил Мануэлю Орантесу со счётом 3:6, 8:9, 0:6.
Весной 1973 года Панатта выиграл грунтовые турниры в Борнмуте (в одиночном разряде) и Флоренции (в паре с Паоло Бертолуччи). В том же 1973 году он пробился в полуфинал Открытого чемпионата Франции, обыграв в 1/8 финала молодого шведа Бьорна Борга, а в четвертьфинале — многоопытного Тома Оккера. Бертолуччи оставался впоследствии постоянным партнёром Панатты на протяжении большей части карьеры — вместе они выиграли в общей сложности 12 турниров Гран-при и WCT, в том числе пять раз во Флоренции. Только за 1975 год Бертолуччи и Панатта выиграли четыре турнира и ещё дважды проигрывали в финалах, а на Открытом чемпионате Франции дошли до четвертьфинала.
Безусловно лучшим в карьере Панатты стал 1976 год. В этот год он выиграл Открытый чемпионат Италии после того, как уже в матче первого круга против австралийца Кима Уорика отыграл 11 матчболов. Затем Панатта добился главного успеха в карьере — победы на турнире Большого шлема. На Открытом чемпионате Франции он в первом круге отыграл матчбол у Павла Гутьки из Чехословакии и победил 2-6 6-2 6-2 0-6 12-10, а в четвертьфинале во второй раз победил Бьорна Борга на «Ролан Гаррос» (6-3 6-3 2-6 7-6). Эти два поражения были единственными за всё время выступлений Борга на Открытом чемпионате Франции, который он выигрывал шесть раз. В финале Панатта в 4 сетах обыграл американца Харольда Соломона, для которого тот финал также стал единственным на турнирах Большого шлема. Почти полвека Панатта оставался последним итальянцем, выигравшим турнир Большого шлема в мужском одиночном разряде, пока в 2024 году в Австралии не победил Янник Синнер.
В августе 1976 года Панатта сыграл ключевую роль в победе в финале Европейской зоны Кубка Дэвиса над сборной Великобритании, выиграв на неудобных для себя травяных кортах Уимблдона обе своих встречи в одиночном разряде, а позже в том же месяце достиг высшей в карьере четвёртой строчки в рейтинге АТР — это не только его личный рекорд, но и лучшее место в рейтинге среди всех итальянцев с начала Открытой эры (лишь в 2024 году Синнер достиг третьего место в рейтинге). Неудачно выступив в Открытом чемпионате США, он реабилитировался уже в конце сентября, когда принёс итальянской сборной два очка в межзональном финале на Foro Italico против австралийцев: проиграв свою первую игру, он затем победил вместе с Бертолуччи во встрече пар, а в решающей пятой игре нанёс поражение Джону Ньюкомбу. В декабре итальянцы должны были играть в финале Кубка Дэвиса в Чили. Чилийцам расчистил дорогу в финал отказ команды СССР от матча с представителями режима Пиночета. В Италии тоже раздавались призывы к отказу от матча, но председатель НОК Италии Джулио Онести принял решение всё-таки отправить команду в Чили. Там Панатта принёс команде Италии три очка из трёх возможных и досрочную победу в финале. Перед матчем пар, официально закрепившим победу итальянцев, Панатта, придерживавшийся левых взглядов, уговорил своего партнёра Бертолуччи выйти на корт в красных майках, что должно было, по его замыслу, символизировать победу коммунистов над фашистами.
В следующие четыре года Панатта с Бертолуччи и Коррадо Барадзутти ещё три раза выводили команду Италии в финал Кубка Дэвиса и дважды в финал второго по престижности турнира сборных — Кубка наций. Однако в финалах Кубка Дэвиса «Скуаддра адзурра», бывшая грозной силой на грунтовых кортах, каждый раз играла на площадках соперников — на траве в Австралии и на ковре в США и Чехословакии — и больше не смогла повторить успех 1976 года. За эти же годы в индивидуальных турнирах Панатта завоевал ещё три титула в одиночном и восемь в парном разряде (из них четыре с Бертолуччи и три с румыном Илие Настасе), а также четыре раза проигрывал в одиночных и три — в парных финалах. В число последних входил и финал Итогового турнира WCT 1977 года, где Панатта играл в паре с американцем Витасом Герулайтисом. В 1979 году Панатта, будучи несеянным, единственный раз в карьере дошёл до 1/4 финала Уимблдона, где в 5 сетах проиграл американцу Пэту Дюпре, хотя вёл 2-1 по партиям.
Последние титулы в парном разряде Панатта завоевал в 1981 и 1982 годах соответственно с Настасе и Бертолуччи. Свой последний матч за сборную он провёл летом 1983 года, в общей сложности сыграв за итальянскую команду ровно сто игр — 63 в одиночном разряде (37 побед) и 37 в парном (27 побед). По общему числу игр и побед за итальянскую сборную его опережает лишь Никола Пьетранджели. Завершающим в индивидуальной карьере Панатты стал турнир Гран-при в Палермо в конце 1984 года, где он в паре с Хенриком Сундстрёмом дошёл до финала.
Стиль
Обозреватель сайта Tennis.com Стив Тиньор пишет о Панатте как об одном из самых ярких теннисистов в истории этой игры. Его игра была одновременно акробатичной — выходя к сетке, он любил доставать мяч в высоком прыжке — и стильной. Его касание мяча, подача и длинный быстрый резаный бэкхенд были по-настоящему красивы. Но в то же время Панатта не отличался стабильностью, и самые красивые его игры не проходили «по заказу». По его собственным словам, ему нужно было, чтобы матч достиг высокого эмоционального накала, чтобы он мог показать свою лучшую игру.
Тренерская карьера
После окончания игровой теннисной карьеры Панатта много лет занимал пост капитана итальянской сборной в Кубке Дэвиса, который оставил лишь в июле 1997 года по собственной инициативе из-за разногласий с президентом Федерации тенниса Италии Паоло Галгани, несмотря на просьбы Галгани остаться в сборной до 2000 года. В этот период Панатта был также личным тренером Бьорна Борга, нанявшего его в 1991 году в попытке вернуться на корт. Позже он возглавил собственную теннисную школу при римском теннисном клубе Orange.

### Карьера в водно-моторном спорте
Вторым спортивным увлечением Панатты после тенниса стали гонки моторных катеров. Впервые он попробовал свои силы в этом спорте в 1983 году, хотя, по собственному признанию, «всегда любил быстрые катера». За свою вторую карьеру он несколько раз попадал в аварии и однажды получил перелом плеча. Он участвовал в гонке 1990 года, в которой погиб муж принцессы Монако Каролины Стефано Казираги. Успехи пришли позже: Панатта установил два мировых рекорда скорости, а в 2004 году выиграл в составе команды Thuraya (с Клаудио Кастеллани и Джулиано Сальватори) чемпионат мира в гонках на выносливость в классе Р1 (подкласс Evolution), проходивший в Сицилии.

## Титулы в турнирах Гран-при, WCT и Большого шлема

### Одиночный разряд (9)
| No. | Дата         | Турнир                               | Покрытие | Соперник в финале | Счёт в финале      |
| --- | ------------ | ------------------------------------ | -------- | ----------------- | ------------------ |
| 1.  | 6 мая 1973   | Борнмут, Великобритания              | Грунт    | Илие Настасе      | 6-8, 7-5, 6-3      |
| 2.  | 12 мая 1974  | Флоренция, Италия                    | Грунт    | Паоло Бертолуччи  | 6-3, 6-1           |
| 3.  | 13 июля 1975 | Открытый чемпионат Австрии, Кицбюэль | Грунт    | Ян Кодеш          | 2-6, 6-2, 7-5, 6-4 |
| 4.  | 6 ноя 1975   | Стокгольм, Швеция                    | Хард(i)  | Джимми Коннорс    | 6-4, 6-3           |
| 5.  | 24 мая 1976  | Открытый чемпионат Италии, Рим       | Грунт    | Гильермо Вилас    | 2-6, 7-6, 6-2, 7-6 |
| 6.  | 31 мая 1976  | Открытый чемпионат Франции, Париж    | Грунт    | Гарольд Соломон   | 6-1, 6-4, 4-6, 7-6 |
| 7.  | 11 апр 1977  | Хьюстон, США                         | Грунт    | Витас Герулайтис  | 7-64, 6-73, 6-1    |
| 8.  | 29 окт 1978  | Открытый чемпионат Японии, Токио     | Грунт    | Пат Дюпре         | 6-3, 6-3           |
| 9.  | 12 мая 1980  | Флоренция (2)                        | Грунт    | Рауль Рамирес     | 6-2, 2-6, 6-4      |

### Парный разряд (17)
|     | Дата        | Турнир                               | Покрытие | Партнёр            | Соперники в финале                | Счёт в финале   |
| --- | ----------- | ------------------------------------ | -------- | ------------------ | --------------------------------- | --------------- |
| 1.  | 30 апр 1973 | Флоренция, Италия                    | Грунт    | Паоло Бертолуччи   | Илие Настасе Хуан Хисберт         | 6-3, 6-4        |
| 2.  | 12 мая 1974 | Флоренция (2)                        | Грунт    | Паоло Бертолуччи   | Роберт Махан Балаж Тароци         | 6-3, 3-6, 6-4   |
| 3.  | 8 июл 1974  | Открытый чемпионат Швеции, Бостад    | Грунт    | Паоло Бертолуччи   | Уве-Нильс Бенгтсон Бьорн Борг     | 3-6, 6-2, 6-4   |
| 4.  | 6 фев 1975  | Болонья, Италия                      | Ковёр    | Паоло Бертолуччи   | Том Оккер Артур Эш                | 6-3, 3-6, 6-3   |
| 5.  | 4 мар 1975  | Лондон, Великобритания               | Ковёр    | Паоло Бертолуччи   | Ханс-Юрген Поман Юрген Фассбендер | 6-3, 6-4        |
| 6.  | 13 июл 1975 | Открытый чемпионат Австрии, Кицбюэль | Грунт    | Паоло Бертолуччи   | Патрис Домингез Франсуа Жоффре    | 6-2, 6-2, 7-6   |
| 7.  | 10 ноя 1975 | Буэнос-Айрес, Аргентина              | Грунт    | Паоло Бертолуччи   | Ханс-Юрген Поман Юрген Фассбендер | 7-6, 6-7, 6-4   |
| 8.  | 14 мар 1977 | Сент-Луис, США                       | Ковёр    | Илие Настасе       | Виджай Амритрадж Дик Стоктон      | 6-4, 3-6, 7-66  |
| 9.  | 28 мар 1977 | Лондон (2)                           | Хард(i)  | Илие Настасе       | Эдди Диббс Марк Кокс              | 7-65, 6-73, 6-3 |
| 10. | 11 апр 1977 | Хьюстон, США                         | Хард     | Илие Настасе       | Джон Александр Фил Дент           | 6-3, 6-4        |
| 11. | 21 мая 1978 | Флоренция (3)                        | Грунт    | Коррадо Барадзутти | Джон Маркс Марк Эдмондсон         | 6-3, 6-7, 6-3   |
| 12. | 14 мая 1979 | Флоренция (4)                        | Грунт    | Паоло Бертолуччи   | Иван Лендл Павел Сложил           | 6-4, 6-3        |
| 13. | 8 окт 1979  | Барселона, Испания                   | Грунт    | Паоло Бертолуччи   | Карлус Кирмайр Кассиу Мотта       | 6-4, 6-3        |
| 14. | 31 мар 1980 | Монте-Карло, Монако                  | Грунт    | Паоло Бертолуччи   | Витас Герулайтис Джон Макинрой    | 6-2, 5-7, 6-3   |
| 15. | 27 окт 1980 | Париж, Франция                       | Ковёр    | Паоло Бертолуччи   | Брайан Готтфрид Реймонд Мур       | 6-4, 6-4        |
| 16. | 16 мар 1981 | Нанси, Франция                       | Хард(i)  | Илие Настасе       | Иржи Гржебец Джон Фивер           | 6-4, 2-6, 6-4   |
| 17. | 10 мая 1982 | Флоренция (5)                        | Грунт    | Паоло Бертолуччи   | Сэмми Джаммалва Тони Джаммалва    | 7-6, 6-1        |

## Участие в финалах командных турниров (1-5)
| Результат | Год  | Турнир       | Место проведения    | Покрытие | Команда                                                | Соперники в финале                                 | Счёт |
| --------- | ---- | ------------ | ------------------- | -------- | ------------------------------------------------------ | -------------------------------------------------- | ---- |
| Победа    | 1976 | Кубок Дэвиса | Сантьяго, Чили      | Грунт    | К. Барадзутти, П. Бертолуччи, А. Зугарелли, А. Панатта | Чили: П. Корнехо, Б. Пражу, Х. Фильоль             | 4:1  |
| Поражение | 1977 | Кубок Дэвиса | Сидней, Австралия   | Трава    | К. Барадзутти, П. Бертолуччи, А. Панатта               | Австралия: Дж. Александр, Ф. Дент, Т. Роч          | 1:3  |
| Поражение | 1979 | Кубок наций  | Дюссельдорф, ФРГ    | Грунт    | К. Барадзутти, П. Бертолуччи, А. Панатта               | Австралия: Дж. Александр, Ф. Дент                  | 1:2  |
| Поражение | 1979 | Кубок Дэвиса | Сан-Франциско, США  | Ковёр    | К. Барадзутти, П. Бертолуччи, А. Зугарелли, А. Панатта | США: В. Герулайтис, Б. Лутц, Дж. Макинрой, С. Смит | 0:5  |
| Поражение | 1980 | Кубок наций  | Дюссельдорф         | Грунт    | К. Барадзутти, П. Бертолуччи, А. Панатта               | Аргентина: Г. Вилас, Х. Л. Клерк                   | 0:3  |
| Поражение | 1980 | Кубок Дэвиса | Прага, Чехословакия | Ковёр    | К. Барадзутти, П. Бертолуччи, Дж. Оклеппо, А. Панатта  | Чехословакия: И. Лендл, Т. Шмид                    | 1:4  |